# Ladislau I al Ungariei
Ladislau I, cunoscut și ca Ladislau cel Sfânt (în maghiară I. (Szent) László; (n. 27 iunie 1040, Cracovia, Regatul Poloniei⁠(d) – d. 29 iulie 1095, Nitra, Țările Coroanei Sfântului Ștefan, Austro-Ungaria), a fost rege al Ungariei din 1077 până la moarte, în 1095. A fost canonizat de Biserica Catolică în timpul domniei lui Béla al III-lea, în 1192.

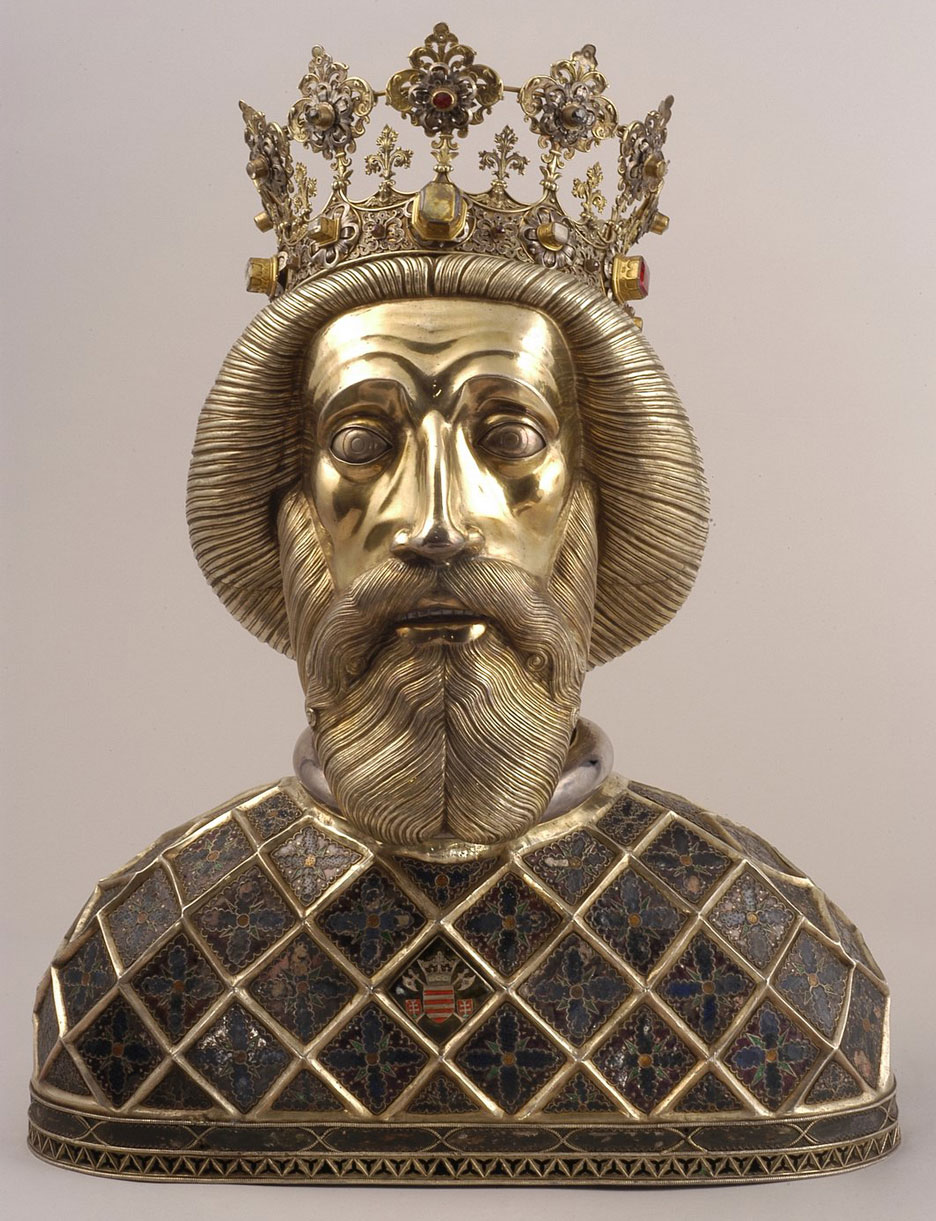
Bustul Sfântului Ladislau ce conține craniul său, în Bazilica din Győr (Ungaria)

## Domnia

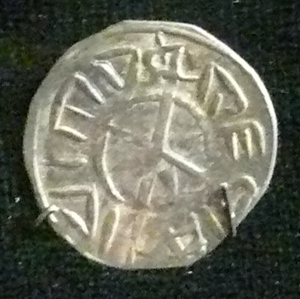
Denar al regelui Ladislau I al Ungariei (1077-1095)

În timpul vieții, Ladislau a refuzat să opună rezistență ascensiunii verișorului său Salamon al Ungariei. Totuși, în 1073 a acceptat să se unească fratelui său Géza I ca să-l detroneze pe Salamon și mai târziu, după moartea lui Géza, să urce pe tron.
A rămas în amintirea poporului și în documente ca suveran luminat. A desăvârșit încreștinarea Ungariei (a emis un cod de legi împotriva păgânismului și de interzicere a șamanismului; a construit biserici și a transmis creștinismul și vecinilor). Ca legislator creștin, Ladislau a promulgat legi deosebit de severe îndeosebi împotriva păgânismului și ereziei: de obicei aceste abateri erau pedepsite cu moartea. Aceste legi au fost revizuite și îmblânzite de succesorul său, Kálmán. Cea mai mare parte dintre legile sale aveau ca scop călăuzirea poporului maghiar spre dreptul european, în măsura în care acesta privea și apăra proprietatea privată. În legătură cu această atitudine de apărare a dreptului privat a fost încurajată migrația spre teritoriile mai puțin populate.
În lupta pentru investitură, Ladislau l-a susținut pe papă mai târziu, însă, s-a împăcat cu împăratul Henric al IV-lea. A dus o politică de expansiune teritorială în Croația. Învingător împotriva pecenegilor și cumanilor (în ungurește: kunok), a cucerit Slovenia și Croația, iar prin fondarea Diecezei de Zagreb sub influență și control maghiar, Ungaria a obținut acces la Marea Adriatică.
A murit în timp ce se pregătea să participe la Prima Cruciadă. Papa Grigore al VII-lea a cerut să fie comandantul armatei cruciate. El a acceptat însărcinarea, dar înaintea campaniei, i-a atacat pe cehi. În timpul războiului s-a îmbolnăvit și a murit în cetatea de la Nitra. A fost canonizat de Biserica Catolică pe 27 iunie 1192.

## Locul de veci
A fost înmormântat în mănăstirea benedictină de la Somogyvár. Ulterior, după 1113, rămășițele pământești i-au fost mutate la Oradea, în vechea catedrală (distrusă în 1241 de marea invazie tătară).

## Memoria
Prepozitura Sibiului, care a garantat autonomia bisericească a sașilor transilvăneni înainte de reforma protestantă, a purtat numele Sfântului Ladislau.
Ladislau este în prezent copatron al Catedralei Catolice din Vilnius, alături de sfântul Stanislau.
Pentru legenda sfântului Ladislau vezi: Saint Ladislaus legend.

## Galerie de imagini

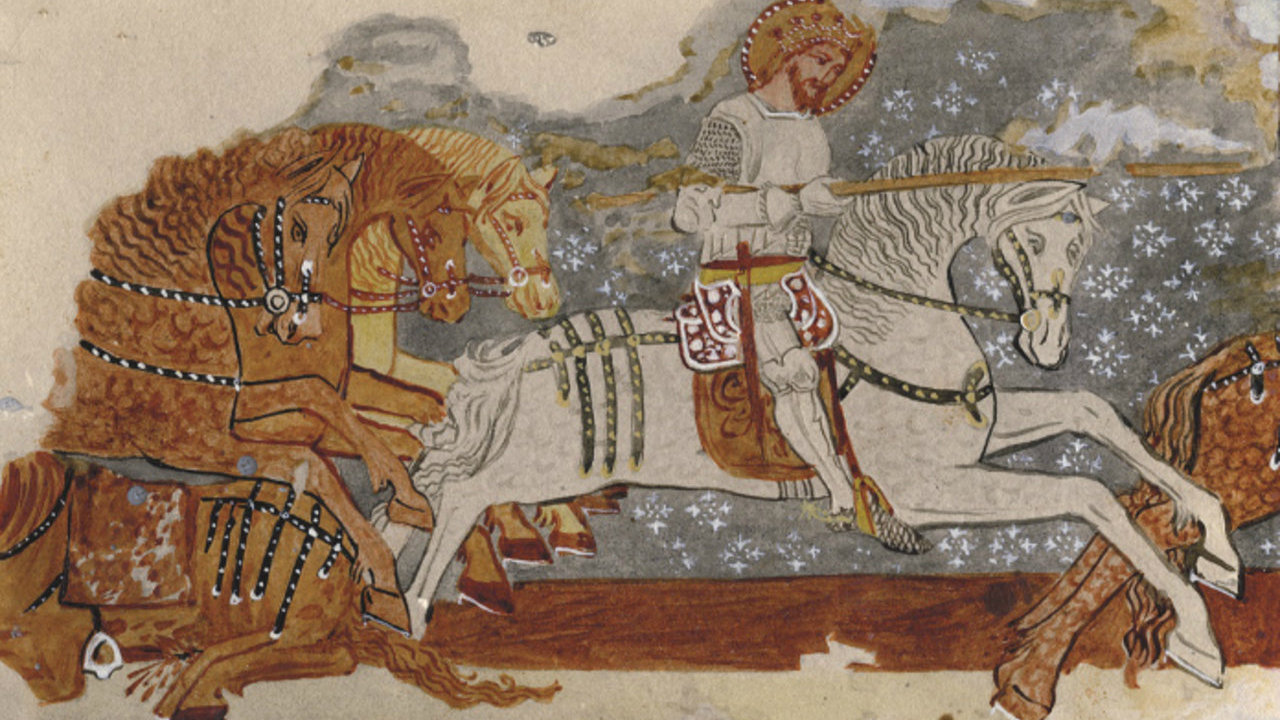
Sfântul rege Ladislau călare, frescă din Biserica fortificată din Dârjiu
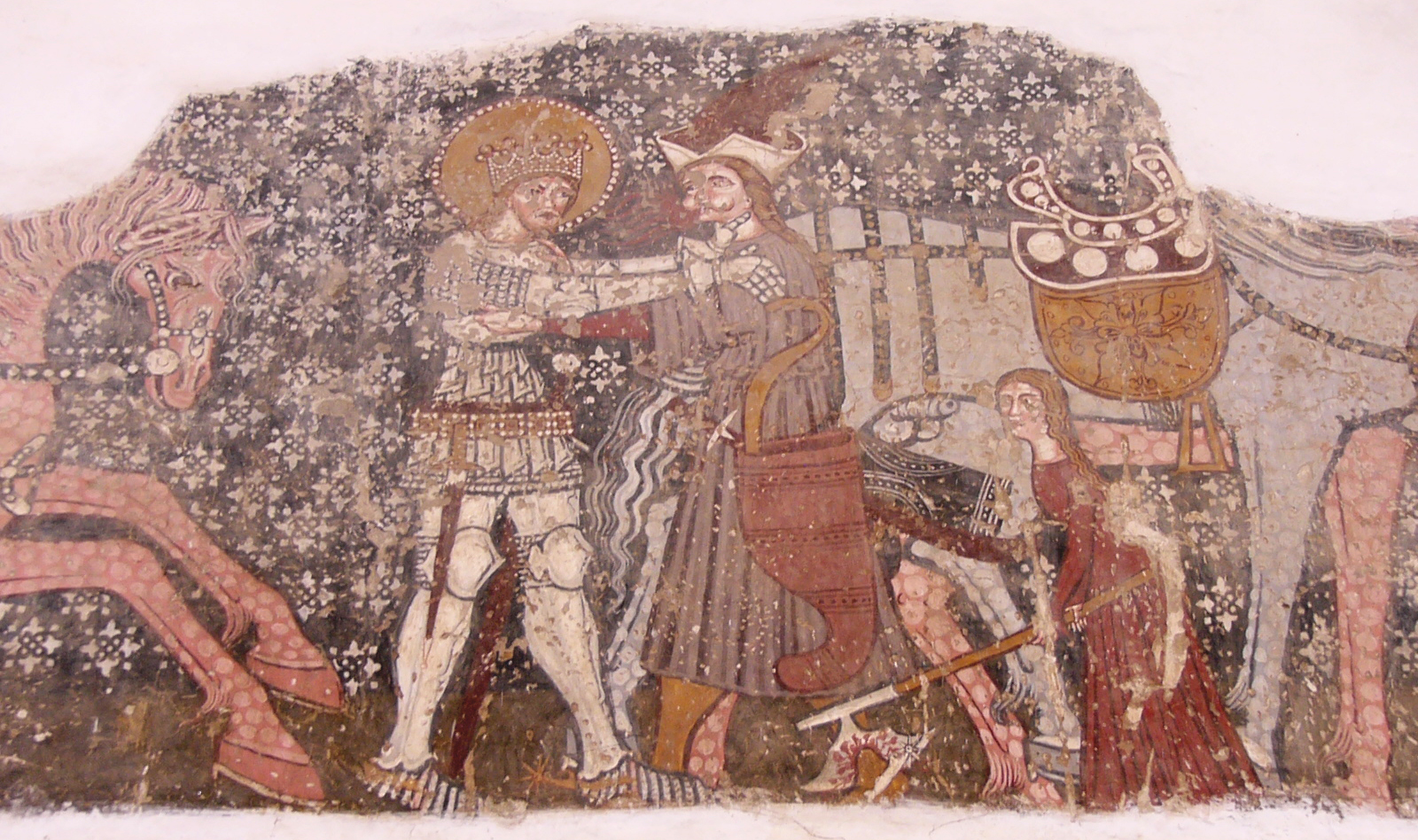
Lupta sfântului rege Ladislau cu căpitanul cumanilor, frescă din Biserica fortificată din Dârjiu